# Сант'Андреа ин Пескајола (Пиза)
Сант'Андреа ин Пескајола је насеље у Италији у округу Пиза, региону Тоскана.
Према процени из 2011. у насељу је живело 466 становника. Насеље се налази на надморској висини од 5 м.